# Saint-Léger-des-Vignes
Saint-Léger-des-Vignes település Franciaországban, Nièvre megyében. Lakosainak száma 1669 fő (2022. január 1.). Saint-Léger-des-Vignes La Machine, Decize, Champvert és Sougy-sur-Loire községekkel határos.

## Népesség
A település népessége az elmúlt években az alábbi módon változott:
| Lakosok száma | 1989 | 1927 | 1960 | 1886 | 1871 | 1863 | 1799 | 1734 | 1669 |
|               | 2013 | 2015 | 2016 | 2017 | 2018 | 2019 | 2020 | 2021 | 2022 |